# Ormiscodes caxambua
Ormiscodes caxambua is een vlinder uit de familie van de nachtpauwogen (Saturniidae). De wetenschappelijke naam van de soort is voor het eerst geldig gepubliceerd in 1921 door William Schaus.